# Kęstutis Žilėnas
Kęstutis Žilėnas  (* in Litauen) ist ein litauischer Manager und Politiker.

## Leben
1991 absolvierte er das Diplomstudium an der Kauno technologijos universitetas, 2005 das Masterstudium des Rechts an der Mykolo Romerio universitetas und 2010 die Weiterbildung am Baltic Management Institute. Er arbeitete bei "Kauno elektros tinklai" als Ingenieur.
Ab 2011 war er Vizeminister im Energieministerium Litauens, Stellvertreter von Minister Arvydas Sekmokas im Kabinett Kubilius II. Danach war er Vorstandsvorsitzende von „Lietuvos energija“ und Vorstandsmitglied bei AB „Lietuvos dujos“.